# San Giorgio delle Pertiche
San Giorgio delle Pertiche – miejscowość i gmina we Włoszech, w regionie Wenecja Euganejska, w prowincji Padwa.
Według danych na rok 2004 gminę zamieszkiwało 7829 osób, 434,9 os./km².